# Zamok
Zamok (Замок) è un film del 1994 diretto da Aleksej Oktjabrinovič Balabanov.

## Trama
Il signor agrimensore è stato invitato dal castello per eseguire i lavori in questione. Arrivato al villaggio, è sorpreso di scoprire che nessuno lo sta aspettando qui. I tentativi di dimostrare i loro diritti si scontrano con un muro di incomprensioni. La voglia di penetrare nel misterioso Castello sta prendendo possesso dell'eroe sempre più...